# Єйтс-Сіті (Іллінойс)
Єйтс-Сіті (англ. Yates City) — селище (англ. village) в США, у окрузі Нокс штату Іллінойс. Населення — 642 особи (2020).

## Географія
Єйтс-Сіті розташований за координатами 40°46′41″ пн. ш. 90°0′51″ зх. д. / 40.77806° пн. ш. 90.01417° зх. д. (40.778001, -90.014225).  За даними Бюро перепису населення США в 2010 році селище мало площу 1,34 км², уся площа — суходіл. В 2017 році площа становила 1,27 км², уся площа — суходіл.

## Демографія
Згідно з переписом 2010 року, у селищі мешкали 693 особи в 293 домогосподарствах у складі 193 родин. Густота населення становила 516 осіб/км².  Було 316 помешкань (235/км²).
Расовий склад населення:
| - 98,0 % — білих - 0,1 % — чорних або афроамериканців - 0,1 % — азіатів |

До двох чи більше рас належало 1,7 %. Частка іспаномовних становила 0,3 % від усіх жителів.
За віковим діапазоном населення розподілялося таким чином: 23,2 % — особи молодші 18 років, 57,6 % — особи у віці 18—64 років, 19,2 % — особи у віці 65 років та старші. Медіана віку мешканця становила 42,2 року. На 100 осіб жіночої статі у селищі припадало 102,6 чоловіків;  на 100 жінок у віці від 18 років та старших — 103,8 чоловіків також старших 18 років.
Середній дохід на одне домашнє господарство  становив 58 034 долари США (медіана — 52 188), а середній дохід на одну сім'ю — 62 731 долар (медіана — 55 391). Медіана доходів становила 47 000 доларів для чоловіків та 31 779 доларів для жінок. За межею бідності перебувало 14,1 % осіб, у тому числі 24,3 % дітей у віці до 18 років та 16,0 % осіб у віці 65 років та старших.
Цивільне працевлаштоване населення становило 328 осіб. Основні галузі зайнятості: роздрібна торгівля — 21,0 %, освіта, охорона здоров'я та соціальна допомога — 15,2 %, транспорт — 12,2 %, виробництво — 11,0 %.